# IMI Galil
O Galil (em hebraico:  גליל) é uma família de fuzis de assalto israelitas nos calibres 5,56×45mm NATO e 7,62×51mm NATO.  A arma foi desenvolvida por Yisrael Galil e Yaacov Lior no final dos anos 60 e produzido pela Israel Military Industries (IMI) (atualmente, pela Israel Weapon Industries (IWI)).
O desenho do fuzil é baseado no fuzil RK 62 finlandês (que é uma versão refinada da Kalashnikov soviética), tendo suas primeiras unidades, inclusive, utilizado armações da arma finlandesa.
Existem quatro configurações básicas do Galil: o fuzil de comprimento padrão (Galil AR), uma variante de carabina (Galil SAR), uma versão compacta (MAR ou Micro Galil) e uma metralhadora leve (Galil ARM).
Uma versão modernizada do Galil está atualmente em produção em múltiplos calibres, chamada Galil ACE.

## História
Na década de 1950, as Forças de Defesa Israelitas (FDI) haviam adotado o FN FAL, em 7,62x51mm OTAN e em duas configurações - "Aleph", a arma padrão, e "Bet", uma metralhadora de apoio, com o cano mais pesado. O FAL foi utilizado em combate na Guerra dos Seis Dias, em 1967. Apesar da vitória israelense, o fuzil belga demonstrou que tinha limitações inferiores a da AK-47 e AKM apreendidas de tropas egípcias, principalmente com relação a versatilidade, simplicidade de manutenção e uso de um calibre menor e maior capacidade do carregador (limitado a 20 disparos no FN FAL).
Em 1968, a FDI deu inicio a um processo de adquirir novos fuzis. Os requisitos eram que as armas tivessem uma simplicidade de manutenção similar às dos rifles/espingardas Kalashnikov, mas com a precisão da M-16 norte-americana e do FAL belga. Houve duas equipes israelenses participando do processo: uma liderada por Uziel Gal (o projetista da submetralhadora Uzi) e outra liderada por Yisrael Balashnikov (que depois mudaria seu nome para Yisrael Galil). Além dessas duas equipes, os norte-americanos ofereceram fuzis M16A1 e Stoner 63, e os alemães ofereceram a HK33.
O projeto da Gal, apesar de elogiado, foi considerado muito complexo para a fabricação. O projeto de Galil baseou-se inicialmente em uma AK-47 em 5,56x45mm OTAN e com certas modificações, porém, o design final acabou sendo baseado no Valmet Rk.62 finlandês (uma versão refinada da AK-47 soviética). Os primeiros fuzis foram testados entre o fim dos anos 60 e inicio dos anos 70, mas só começaram a chegar para as tropas após a Guerra do Yom Kippur.
O Galil foi utilizado fuzil de serviço da FDI entre metade da década de 1970 até início da década de 1990. Nunca foi, porém, fuzil principal das forças israelitas, em termo de números. Em 1975, 60.000 fuzis M16A1 foram entregues às FDI, via Military Aid Program (MAP) norte-americano, sendo rapidamente integrados a FDI.  De fato, construir fuzis Galil para todas as tropas israelitas era mais caro que adquirir fuzis M16 (e anos depois, carabinas M4), o que acabou limitando o serviço da arma em Israel. As próprias tropas de Israel preferiam o M16 ao Galil, devido a melhor precisão e leveza da arma. Em 2000, as variantes AR e ARM da Galil foram retiradas de serviço da FDI, tendo restado a variante SAR (chamada pelos israelenses de G'lilon) sendo utilizada por tropas de retaguarda como a Guarda do Knesset e o Corpo Blindado da FDI até 2005.
A arma também foi exportada para vários países, como Colômbia (sendo fabricada sobre licença pela Indumil), Estônia e Portugal (sendo utilizado como fuzil principal das Tropas Paraquedistas).

## Detalhes do projeto

### Mecanismo de operação
A série de fuzis Galil são armas de fogo seletivo operadas por um sistema padrão Kalashnikov de pistão movido a gás, sem regulador. A arma é travada com um parafuso rotativo com duas alças de bloqueio que se encaixam em recessos fresados na caixa de culatra.
Ao apertar o gatilho, o cão é liberado batendo no percussor. Este deflagra o cartucho, fazendo com que os gases que impelem o projétil entrem em um orifício. Ao passar por ele, os gases são dirigidos a um êmbolo situado acima do cano. Neste êmbolo tem um longo pistão que é ligado diretamente ao transportador do ferrolho. Os gases no êmbolo pressionam o pistão para trás. Ao fazer isso, pela inércia, o ferrolho é rotacionado para o lado esquerdo, fazendo com que os ressaltos estejam alinhados com as saliências do extensor do cano.
O ferrolho é deslocado para trás, ao mesmo tempo em que ejeta a cápsula que estava na câmara do cano e inicia o movimento de recuo até o final. A mola recuperadora empurra o transportador do ferrolho e pistão para frente, colocando um cartucho na câmara do cano. Neste momento, o ferrolho passa pelas saliências da base do cano, virando para o lado direito, travando o ferrolho na base do cano. Neste momento, o percussor está pronto para ser acionado novamente, reiniciando o ciclo.
A ejeção de casos gastos da Galil é às vezes uma ação violenta. Os casos podem ser amassados pelo ejetor e serem jogados até 40 pés (12,19 m) do fuzil em alguns casos, dependendo da posição.

### Características

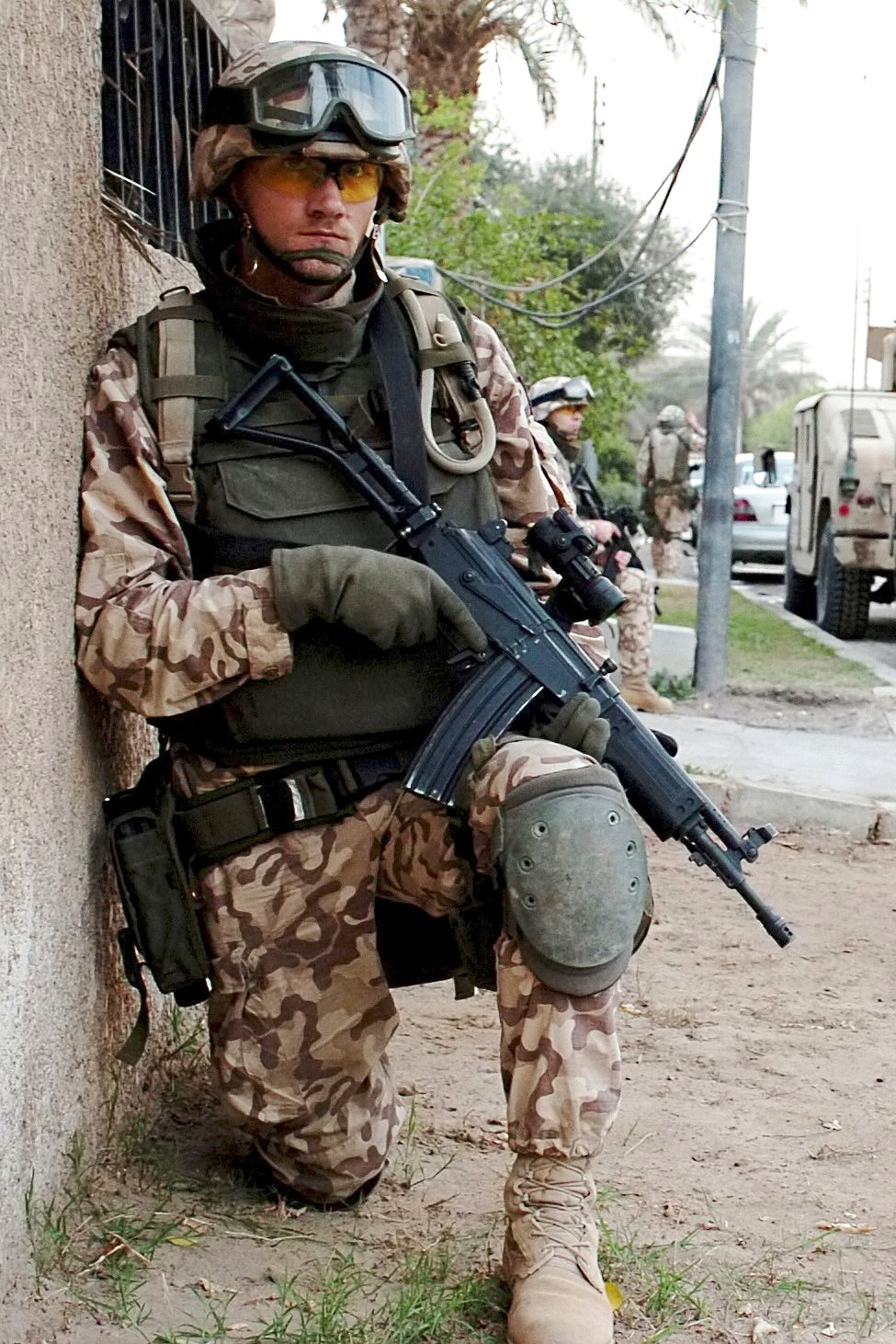
Um Soldado da Estônia em patrulha em março de 2005, durante a Guerra do Iraque, com uma Galil SAR compacta em 5,56×45mm.

O Galil tem um mecanismo de gatilho padronizado após o gatilho usado no americano M1 Garand. O selector de fogo do fuzil tem três posições: S-A-R. O seletor de estilo padrão AK-47 é mantido na face direita da caixa de culatra, e um duplo seletor de polegar está presente no rosto esquerdo acima do punho da pistola para facilitar a manipulação. Empurrando o seletor esquerdo para a posição traseira "R" (terminologia britânica para "repetição"), fornece fogo semiautomático. Empurrando para a posição do meio "A" produz disparo totalmente automático. Empurrar a alavanca totalmente para a frente em "S" irá ativar a segurança. Alguns modelos usam um mecanismo R-A-S de ligação reversa que executa a ação oposta; Empurrando para a frente define o fuzil para Repetição ou Automático, e puxar para trás envolve a segurança.
Os primeiros protótipos utilizavam a caixa de culatra da Valmet Rk.62. Mais tarde, receberam uma caixa de culatra estampada e rebitada, construída em Israel, porém, devido a alta pressão exercida pela munição de 5,56x45mm OTAN, os engenheiros israelenses construíram uma caixa de culatra fresada, o que aumentou o peso geral da arma, mas deixou-a mais resistente e livre de quaisquer problemas de rachaduras. Todas as superfícies exteriores são fosfatadas para maior resistência a corrosão e esmaltadas em preto (exceto o cano, embolo de gases e a maça da mira). O embolo de gases, retentores do guarda-mão, mecanismo de rebate da coronha, alça e maça de mira são peças moldadas e finalizadas por fresa. Os únicos componentes fabricados em metal estampado são o retém do ferrolho, o guarda-mato do gatilho, o seletor de segurança/tampa do mecanismo e os carregadores.
A arma recebeu um guarda-mão e punho de plástico de alta resistência (na ARM, o guarda-mão é de madeira) e uma coronha em metal, tubular e rebatível para a direita (similar a do FN FAL). O fuzil pode ser utilizado com um supressor de ruído. A arma, em sua versão ARM, recebeu em seu guarda-mão um abridor de garrafas e um cortador de arames em seu bipé. O abridor de garrafas foi incluído para evitar o uso da trava do retém do carregador e o carregador de si como abridor de garrafas, o que era muito usual entre os reservistas da FDI. O cortador de arames foi incluído para diminuir o tempo necessário para cortar arames de cerca, algo muito útil nas áreas rurais de Israel.

### Cano
As primeiras versões em produção eram equipadas com um cano com raiamento de 1:12, otimizado para uso da munição M193, porém, as versões mais recentes de produção tem o raiamento de seus canos em 1:7, para estabilização de projeteis SS109/M855, mais pesados. O cano tem um quebra-chamas gaiola, com seis espaços e pode ser utilizado para lançar granadas de bocal ou montar uma baioneta (no caso, a baioneta M7, norte-americana).

### Alimentação
A Galil é alimentada por um carregador de metal, curvado, com capacidade de 35 disparos (nas versões ARM e SAR), com opção para um carregador similar com capacidade 50 disparos (na versão ARM), ou um carregador especial de 12 disparos para munições de festim, utilizado para lançamento de granadas de bocal. Um adaptador pode também carregar a arma com carregadores STANAG, da M16.

### Miras
A alça da mira, em L, tem duas opções de distância de tiro, 0-300m e 300-500m, respectivamente, podendo ser somente ajustado a elevação. A maça da mira é ajustável para vento e elevação. Ambas os elementos da mira tem cápsulas de trítio, usadas para iluminação em casos de luz baixa, configuradas para 100m. Algumas variantes contam com um trilho lateral, na caixa de culatra, para a montagem de miras ópticas.

## Variantes

### AR
A versão padrão do fuzil, equipada com um protetor de mão e pistola de plástico de alto impacto, um estoque de esqueleto metálico tubular lateral (dobra para o lado direito), conforme instalado em todas as variantes, exceto o Galil Sniper. A versão em 5,56x45mm OTAN utiliza o carregador padrão da Galil, de 35 disparos e um cano de 460mm. Já a versão em 7,62x51mm OTAN usa um carregador de 25 disparos e um cano de 535mm.

### SAR
A carabina SAR (conhecida como G'ililon no serviço israelense) é configurada com um cano, pistão e tubo de gases menor que o da variante padrão. O embolo de gases também é modificado nessa variante. A versão em 5,56x45mm OTAN utiliza o carregador padrão da Galil, de 35 disparos e um cano de 332mm. Já a versão em 7,62x51mm OTAN usa um carregador de 25 disparos e um cano de 400mm.

### ARM

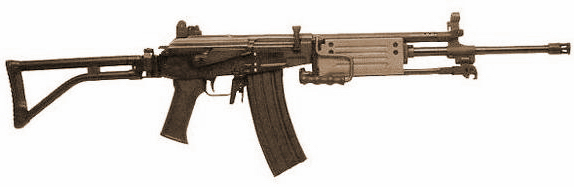
Galil ARM em 5,56x45mm OTAN

A metralhadora leve ARM é adicionalmente equipada com uma alça de transporte, bipé dobrável e um guarda-mão maior, em madeira. O protetor de mão de madeira permanece mais frio durante o fogo automático sustentado e tem sulcos para o armazenamento de bipé. Quando dobrados, as pernas do bipé formam uma calha de velocidade para a rápida inserção do carregador; O bipé tem um cortador de arames e a virola do guarda-mão, que retém as pernas do bipé, pode ser usada como abridor de garrafas, evitando que os soldados utilizem a trava do retém do carregador ou o carregador como abridor, os danificando . A versão em 5,56x45mm OTAN utiliza o carregador padrão da Galil, de 35 ou 50 disparos e um cano de 460mm. Já a versão em 7,62x51mm OTAN utiliza um carregador de 25 disparos e um cano de 535mm.

### MAR

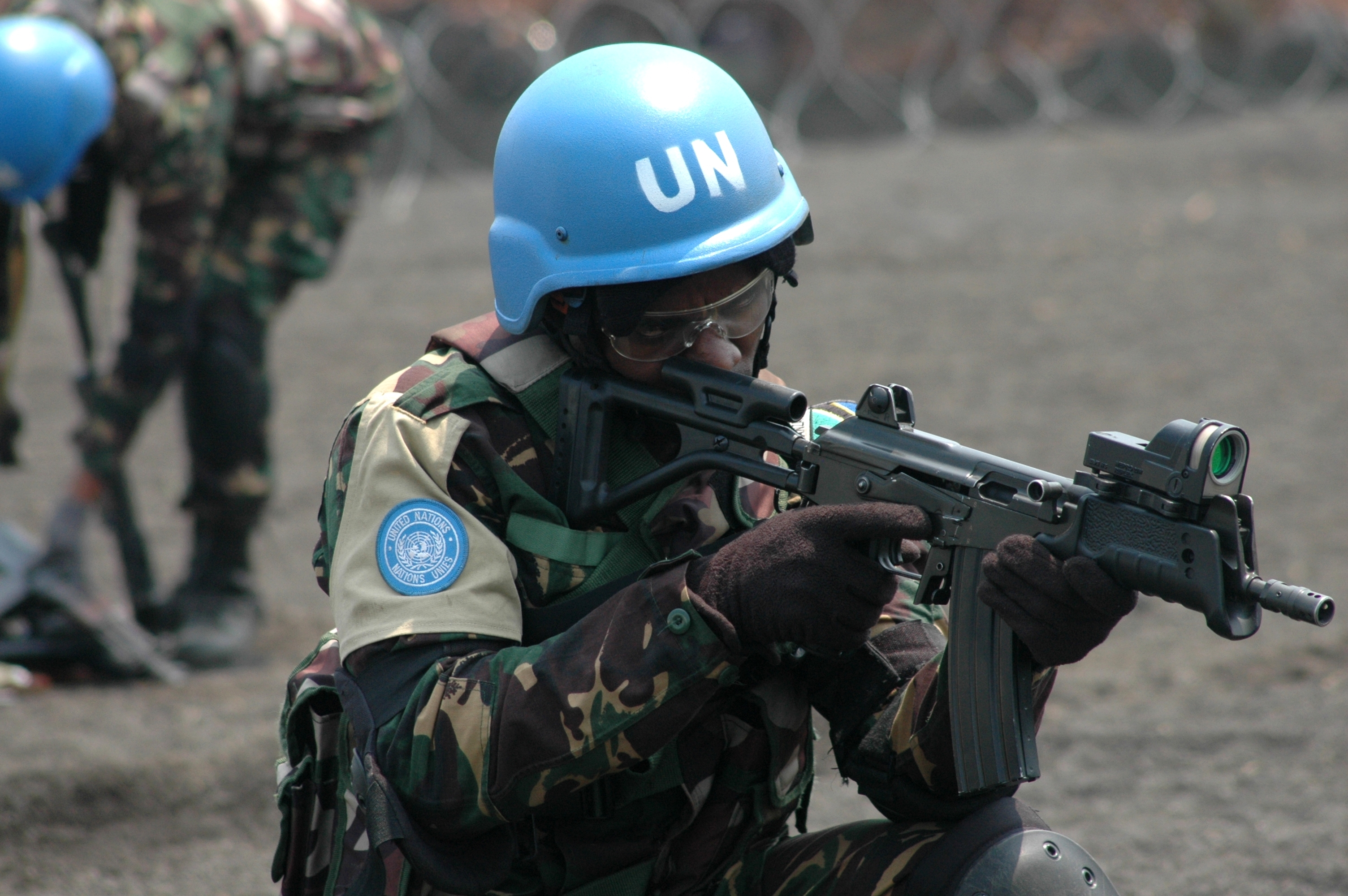
Elemento da Brigada de Intervenção da MONUSCO com uma Micro Galil, em 5,56x45mm OTAN

A adição mais recente à família de armas Galil é a carabina compacta MAR, que retém as características internas do Galil original com uma estrutura completamente nova, mecanismo e cano ainda mais curto. Introduzido no público na 2ª Exposição Internacional da Indústria de Defesa na Polônia em 1994, a arma foi desenvolvida para uso de tripualntes de veículos, pessoal de retaguarda, operações especiais e paraquedistas.
O MAR, ou o Micro Galil, é uma versão de tamanho reduzido da Galil SAR (706 mm com coronha estendida/465 mm dobrada), com peso 2,98 kg vazio. Em comparação com a carabina original, o MAR possui cano (210 mm), caixa de culatra, pistão, tubo de gases e guarda-mão encurtados. A arma de fogo é alimentada a partir do carregador padrão da Galil, de 35 disparos. O MAR tem a mesma taxa de fogo (630-750 disapros/min) como outros modelos Galil de 5,56mm. Um adaptador de carregador opcional inserido dentro do compartimento permite o uso de carregadores padrão STANAG, da M16, com capacidade de 20 e 30 disparos. O seletor de disparo tem quatro configurações: "S" — segurança, "A" —fogo automático, "B"— "burst" de três disparos, "R" - semiautomático. O cano tem quebra-chamas/compensador. O MAR está equipado com uma coronha de alumínio, tubular e dobrável e uma mira com duas configurações: 0-300 m e além de 300 m. O MAR também pode ser equipado com um dispositivo de visão noturna (montado no lado esquerdo da caixa de culatra, por um trilho), uma visão ótica diurna (montada através de um adaptador, na tampa da caixa de culatra), miras de tritio, punho dianteiro com um designador a lase integrado, supressor de ruído e bandoleira de nylon. A pedido, a arma pode ser fornecida com tecla do retém do ferrolho, carreagdores de plástico mais leves e guarda-mato do gatilho largo, para uso com luvas grossas.

### Galatz

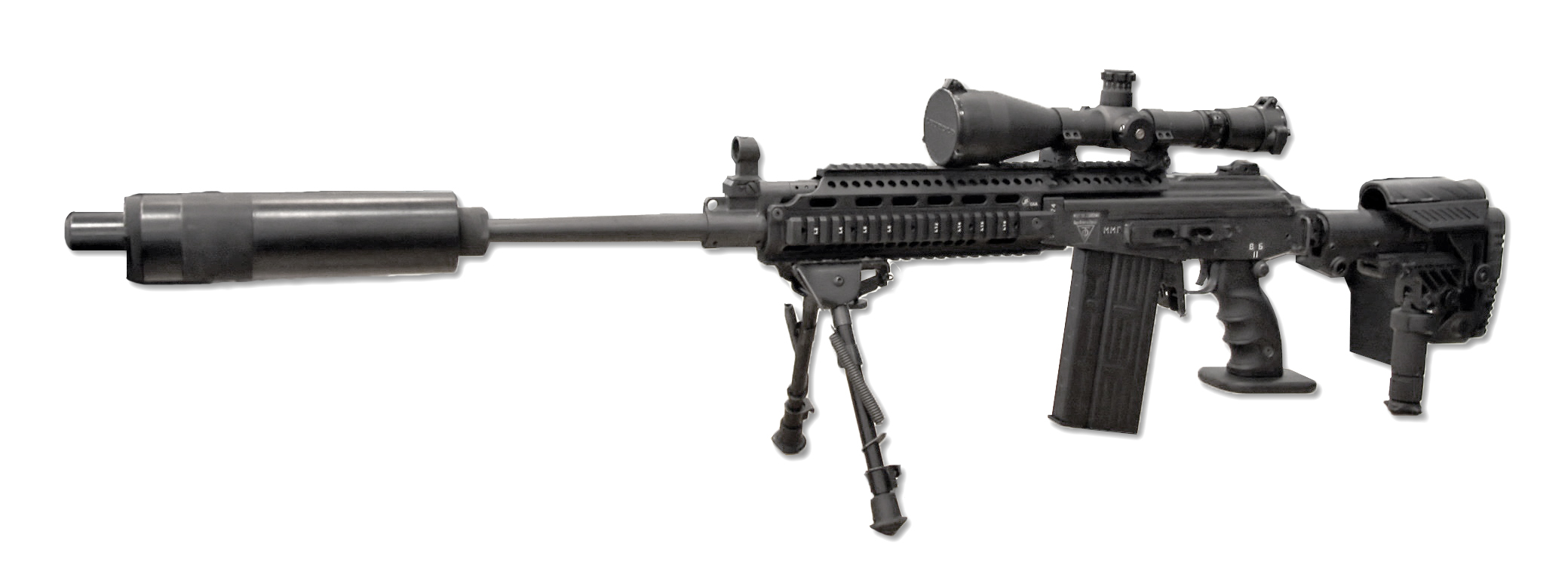
Galil Sniper (ou Galatz), em 7,62x51mm OTAN

O Galil Sniper de 7,62mm (Galil Tzalafim, ou "Galatz") é um derivado do ARM que é usado em conjunto com munições da OTAN de 7,62×51mm de alta qualidade para maior precisão.
A Galatz é um  fuzil semiautomático com sistema operacional semelhante a outras variantes da Galil, mas otimizado para precisão. O fuzil é alimentado a partir de um carregador de 25 disparos. Ele usa um cano de perfil pesado, para precisão. Ele é equipado com um quebra-chamas/compensador, podendo ser mongado um supressor de ruído, porém, o mesmo exige o uso de munição subsônica.
A arma foi modificada com um mecanismo de gatilho de dois estágios com uma força de tração ajustável, uma coronha de madeira que se dobra para o lado direito da arma e um bipé pesado, montado na base dianteira da caixa do culatra que se dobra sob o guarda-mão, quando não está em uso. A coronha é totalmente ajustável em comprimento e altura e possui um apoio de queixo de altura variável. O rifle vem com mira abertas e um adaptador usado para montar uma luneta (Nimrod 6×40) ou um dispositivo de visão noturna. O fuzil de precisão é armazenado em um estojo de transporte robusto que vem com luneta, adaptador de mira, filtros, duas bandoleiras e um kit de limpeza. Modelos de produção recentes possuem guarda mão e coronha de plástico sintético, além de uso de trilhos piccatiny.
O Galatz foi introduzido pela primeira vez em 1983. O SR-99 é uma versão modernizada do Galatz com uma coronha ajustável em vez da coronha de madeira, guarda mão e punho de plástico. É um pouco menos robusto, mas mais ergonômico.

### Outras variantes
- Magal: Uma variante policial do Galil MAR foi confeccionada em .30 Carbine. Ele usa as mesmas carregadores de 15 e 30 disparos que a Carabina M1, além de um carregador de 27 disparos, que incorpora um mecanismo de abertura do ferrolho após o disparo. A modelo foi lançado em 1999, mas foi retirado de produção em 2001, após muitas reclamações de problemas.
- Marksman Assault Rifle Mark 1: Um fuzil de precisão em 5,56x45mm OTAN, lançado em 1996.[16]
- Golani: Uma versão semiautomática civil com uma caixa de culatra fresada, fabricada nos Estados Unidos. Todos os outros componentes provém de peças originais da IMI Galil
- Galil ACE: A nova geração do fuzil Galil. Possui três versões (Micro, SAR e AR) em câmara para 5,56x45mm OTAN, 7,62x39mm M43 e 7,62x51mm OTAN. Possui cinco trilhos picatinny para montagem de dispositivos e acessórios ópticos, e é mais leve e mais preciso do que a geração anterior da Galil.

### Variantes Estrangeiras

#### Variantes italianas
A fabricante de armas italiana Vincenzo Bernardelli adquiriu nos anos 80, a licença de fabricação de duas versões da Galil para vendas governamentais. Estas armas, chamadas Bernardelli Mod.377 VB-STD para a versão longa, baseada na Galil AR/ARM e Bernardelli Mod.377 VB-SR para a versão carabina, baseada na Galil SAR. Ambas as armas eram modificadas para utilizar carregadores STANAG (a variante STD por meio de um adaptador similar ao da Galil original, já a variante SR tinha a abertura de carreador modificada) e tinham punhos frontais. Seus seletores de segurança erma marcados em S-E-F (S- Seguro, E- Semiautomático, F- Automático). A variante STD era capaz de utilizar o lança-granadas M203 e a variante SR tinha peça intercambiáveis com a Galil SAR e a R5 sul-africana.
Estes rifles disputaram o processo de escolha do rifle de 5,56x45mm OTAN do Exército Italiano, mas acabaram perdendo para a Beretta AR70/90 e SC70/90.

#### Variantes birmanesas
A série de fuzis MA (acrônimo de Myanmar Army - Exército de Myanmar) são versões da Galil produzidas e modificadas em Myanmar com apoio israelense. Estas também são conhecidas como EMERK-3. A produção em série do fuzil começou em 2002, após um acordo com a IMI. Estes fuzis foram fabricados, em sua maioria, pela fábrica estatal KaPaSa No.1 (ou DI-1)
Inicialmente estas armas receberam guarda-mão de madeira, porém com o tempo, foram equipadas com guarda-mão de plástico marrom e punho redondo, ambos ventilados. As últimas versões (Mk.II) vieram com guarda-mão de plástico preto e punho padrão da Galil. A alavanca de manejo desses fuzis são horizontais, ao contrário do padrão da Galil, que é vertical. O bipé não é padronizado na variante MA-1, além do kit de limpeza vir em um espaço dentro da coronha. Estas armas são alimentadas pelos carregadores padrão da Galil, de 35 disparos.
Em 2009, o Exército de Myanmar foi quase totalmente equipado com os fuzis MA. Estes fuzis não são somente utilizados pelo Exército de Myanmar, mas também é encontrado nos arsenais do Exército Nacional de Liberação Karen e do Exército de Liberação Nacional Ta'ang, provinda de capturas e deserções do Exército de Myanmar.
As variantes da MA são estas:
- MA-1: Fuzil de assalto padrão, com coronha fixa e montagem para baioneta.
- MA-2: Metralhadora leve, com cano pesado e bipé.
- MA-3: Carabina com a coronha rebatível. em metal.
- MA-4: Versão da MA-1 com provisão de lançador de granadas de 40mm, fabricado localmente.[24]
- MA-S: Conhecido também como MA-Sniper, é um rifle de precisão baseado na versão MA-2, porém com influencia do SVD Dragunov soviético. Usa munição 7,62x51mm OTAN, com um carregador de 10 disparos.[25][26]

#### Variante sueca
Nos anos 70, o Exército Sueco buscava substituir o Heckler & Koch G3 (conhecido no serviço sueco como Ak.4), que estava em serviço no Exército Sueco desde 1965. A Försvarets Fabriksverk (FFV) disputou esse processo de substituição com uma versão sob licença da Galil, nomeada FFV-890C.  A versão, baseada na Galil SAR recebeu varias modificações para diminuir o peso, melhorar a resistência ao frio e diminuir o custo de fabricação. Em sua primeira versão, o fuzil recebeu as seguintes modificações:
- Encurtou-se o tubo de gases e pistão
- Modificou-se o guarda-mão para um de duas peças, similar ao do FN FAL.
- Aumentou-se o tamanho do retém do carregador, seletor de tiro do lado direito e guarda-mato do gatilho, para melhor uso com luvas grossas.
- Foi retirado a chapa protetora do retém do carregador.
- O cano foi encurtado para 330mm
- Montagem de um defletor de estojos na tampa de proteção do mecanismo
- Seletor marcado como S-A-P (S-Säkrad - Seguro/A-Automateld - Automático/P-Patronvis eld - Tiro Intermitente/Semiautomático)
- Adição de uma junta de vedação em borracha, atrás da mola recuperadora do ferrolho, tendo função de amortecedor para recuo e prevenção de escape do óleo nos disparos.
- Fuzil foi pintado em verde-oliva.

Maioria dos componentes desse fuzil eram fabricadas pela IMI, em Israel, com algumas peças como o guarda-mão, fabricados pela FFV na Suécia. Em 1979, o fuzil veio em sua segunda versão, tendo as seguintes modificações, que foram requisitadas após os testes do Exército Sueco:
- Alavanca de manejo em horizontal, similar a da AKM.
- O guarda-mato do gatilho e retém do carregador foram substituídos pelos originais da Galil
- O seletor de tiro do lado direito foi aumentado
- Um botão de segurança, similar ao da FN MAG, foi instalado na caixa de culatra
- A alça da mira foi substituída foi uma similar a da FN Minimi.
- Coronha pintada em verde-oliva.

O fuzil foi testado pelo Exército Sueco até 1980, quando a Suécia decidiu adquirir fuzis FN FNC (que foi nomeado no serviço sueco de Ak.5). A FFV tentou oferecer a arma ao mercado exterior, porém não teve vendas e retirou o fuzil de seus catálogos logo após. A licença de fabricação foi vendida a Valmet, que incorporou varias características da FFV-890C em suas armas. Foram fabricadas 4000 unidades.

#### Variantes sul-africanas
O Vektor R4 é uma variante sul-africana do Galil ARM com várias modificações; Notavelmente, tanto a guarda-mão como o punho são feitos de um polímero de alta resistência e a coronha foi alongada, adaptando a arma para o soldado sul-africano.

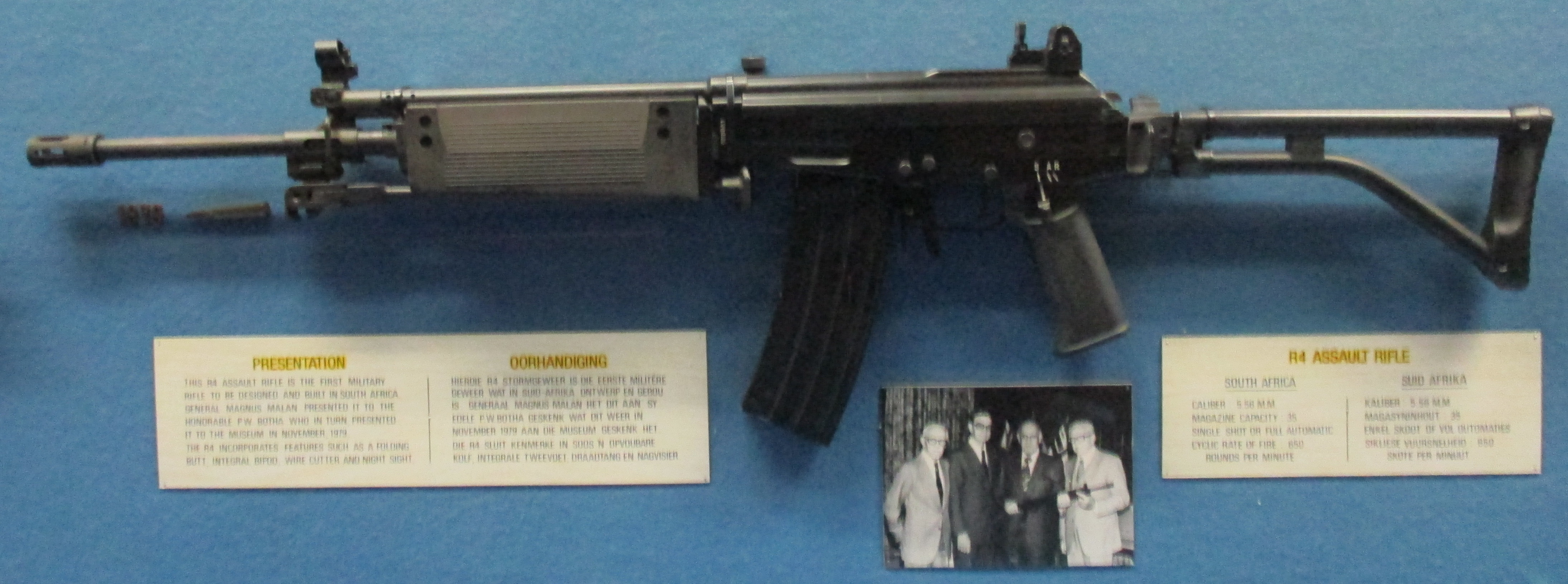
O primeiro R4 fabricado na África do Sul

A Marinha da África do Sul, a Força Aérea da África do Sul e o Serviço de Polícia da África do Sul adotaram uma versão curta, baseada na Galil SAR de 5,56x45mm OTAN, que foi fabricada com a licença como o R5. O R5, quando comparado ao R4, tem um cano 130mm mais curto, juntamente com um sistema de gás e um guarda mão mais curtos. Também carece de um bipé e o quebra-chamas/compensador não suporta granadas de bocal.
Na década de 1990, uma variável de arma de defesa pessoal ainda mais compacta do R5 foi desenvolvida para tripulações de veículos blindados, designada como o R6, que possui um cano reduzido e um conjunto de ferrolho e pistões de gás encurtados.
Lyttleton Ingenieurs Werke (LIW)/Denel Land Systems (DLS) também introduziu uma linha de variantes semiautomáticas do R4, R5 e R6 chamado LM4, LM5 e LM6 respectivamente, construído para usuários civis e policiais.
| R4 Rifle    | 1,005 mm (39.6 in) estoque estendido 740 mm (29.1 in) estoque dobrado | 460 mm (18.1 in) | 4.3 kg (9.48 lb) | 650-700 rpm |
| R5 Carabina | 877 mm (34.5 in) estoque estendido 615 mm (24.2 in) estoque dobrado   | 332 mm (13.1 in) | 3.7 kg (8.2 lb)  | 650-700 rpm |
| R6 PDW      | 805 mm (31.7 in) estoque estendido 565 mm (22.2 in) estoque dobrado   | 280 mm (11.0 in) | 3.6 kg (7.9 lb)  | 585 rpm     |

## Usuários
- Bolívia[30]
- Botswana[30]

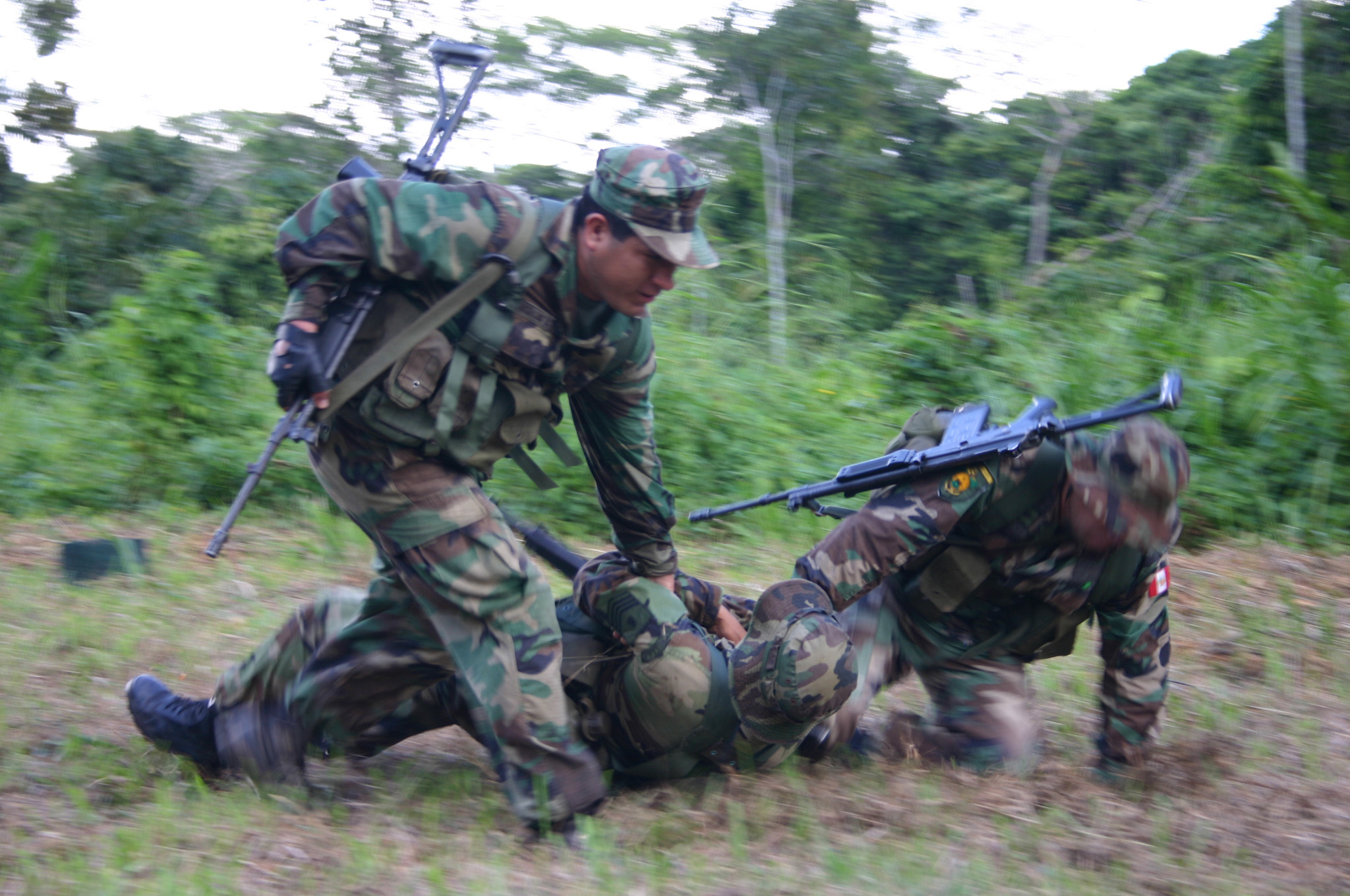
Os fuzileiros peruanos rompem contato após uma emboscada simulada por um atirador inimigo. Visto aqui usando o Galil AR de 7,62mm

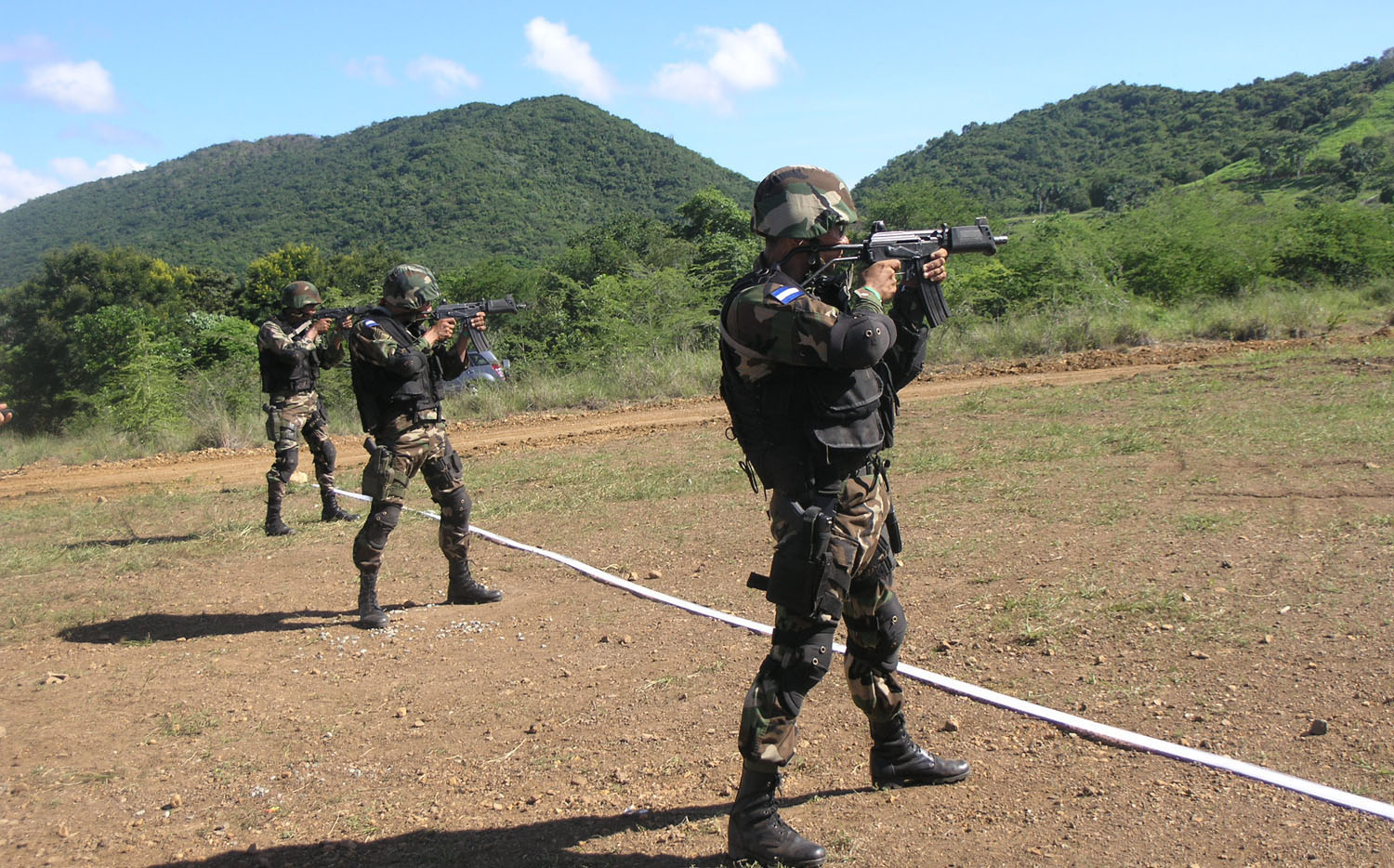
Micro Galil Nicaraguense

- Brasil: A Polícia Militar do Estado do Pará encomendou 555 carabinas IMI Magal em 2001.[30][31]
- Camarões: Emitido às unidades de guarda presidencial.[32]
- República Centro-Africana[33][34]
- Chade: Visto nas mãos das forças de paz de Chade no Mali.[35]
- Chile: A Força Aérea do Chile utiliza a versão SAR e ARM. O Exército do Chile utiliza a Galil ACE 23, substituindo os fuzis FAMAE-SG SG-540. A ERTA (unidade de operações especiais da Policia de Investigações do Chile) utilizou fuzis Galil, que foram substituídos por fuzis Tavor.
- Colômbia: Fuzil padrão das Forças Armadas da Colômbia. Produzido sob licença pela Indumil. Também adotou o fuzil Galil ACE em meados de 2010, produzido pela Indumil.[36]  Terroristas da FARC usam exemplares capturados contra as forças armadas colombianas.[37]
- Costa Rica[30]
- República Democrática do Congo[30]
- Djibouti[38]
- República Dominicana[carece de fontes?]Em uso pela Guarda Presidencial e pela Unidade de Comando Antiterrorista.
- El Salvador[39]
- Estônia: Usa versões de 5,56mm do Galil AR, SAR, ARM e do 7,2mm Galil Sniper.[40][41][42][43]
- Fiji[44][45]
- Geórgia: Usa fuzis de assalto de precisão GALATZ e Micro-Galil[46]
- Guatemala: 3.000 ACE[47]
- Haiti[30]
- Honduras: O Galil SAR foi adotada no final da década de 1970 pelo exército hondurenho, até que foi substituída pelo M16A1 fabricado pelos americanos através da ajuda militar norte-americana na década de 1980. Os SARs da Galil foram então transferidos para a Polícia Nacional de Honduras, onde ainda estão em uso. Em 2011, o governo hondurenho aprovou a compra do rifle de ataque Galil ACE 21 para uso do Exército e da Força Aérea. O Galil ACE fez sua primeira exibição pública em 15 de setembro de 2013 nas mãos da nova unidade PMOP (Polícia Militar da Ordem Pública).[carece de fontes?]
- Índia[30]
- Indonésia: Komando Pasukan Katak (Kopaska) grupo de mergulhadores táticos e Komando Pasukan Khusus (Kopassus) grupo de forças especiais.[48]
- Israel: Israel Defense Forces[49] e Guarda Knesset.[50]

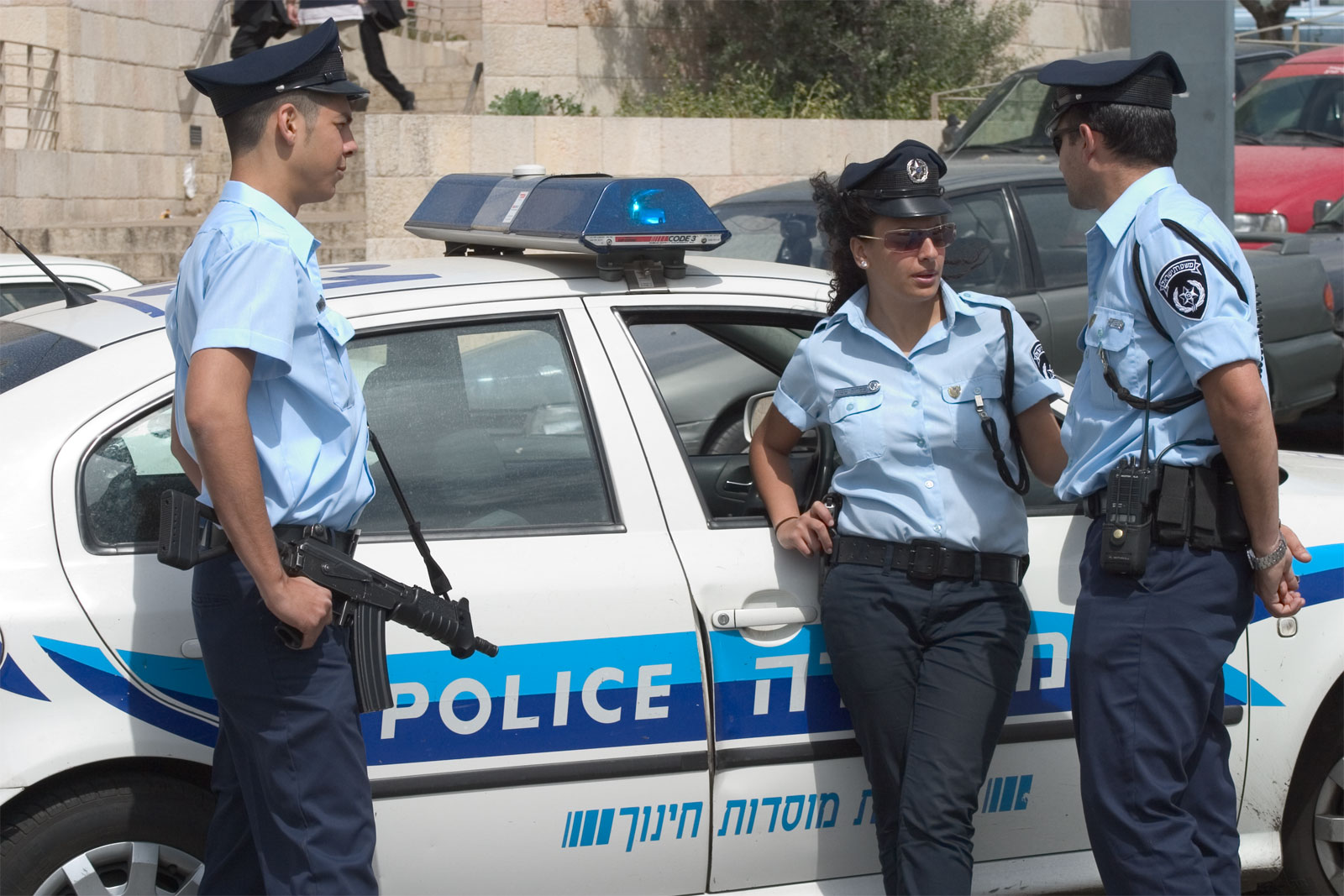
Policiais israelenses armados com um Galil MAR 5,56mm

- Itália: A partir de 2009, o Bernardelli Mod.377 VB-STD e o Bernardelli Mod.378 VB-SR estão nos inventários da Polícia Nacional Italiana, e são conhecidos por serem implantados com a equipe do NOCS.[51]
- Quênia[52]
- Lesoto[30]
- Malawi[53][carece de fonte melhor]
- México: Secretaria de Segurança Pública.[54]
- Mongólia[55][56]
- Myanmar: Feito com assistência de especialistas em armas israelenses como série MA.[57]
- Nepal[30]
- Nicarágua[30]
- Panamá
- Papua Nova Guiné: Variante de precisão do Galil.[58]
- Paraguai: Galils fabricados pela Indumil para as Forças Especiais de Polícias, SENAD (Aplicação de Drogas), e principal rifle da Polícia Paraguaia.[59]
- Peru[30]
- Filipinas[30][60]
- Portugal: Versões ARM e AR de 5,56mm usadas pelos Paraquedistas do Exército Português, sendo substituídas em 2019 pela FN SCAR L.[61]
- Ruanda[30]
- África do Sul:Fuzil de assalto padrão da Força de Defesa Nacional da África do Sul. Produzido sob licença sob uma forma modificada como o R4 da Denel Land Systems.[62]
- Suazilândia[30]
- Tanzânia: Versão MAR vista em uso pelas forças especiais da Tanzânia no Congo.[63]
- Tailândia:Used in small numbers in Department of Corrections[64]
- Trinidad e Tobago.[30] O Regimento de Trinidad e Tobago usa essa arma como sua questão padrão. Também usado em conjunto com o FN FAL e M16. O Galil ACE também é usado, mas em números limitados.
- Uganda: Usado pela Confiança da Inteligência Militar (CMI) e pela Brigada de Guardas Presidenciais (PGB), uma divisão do Comando de Forças Especiais (SFC), tudo dentro da Força de Defesa do Povo da Uganda (UPDF).[65]
- Ucrânia: Variante de Sniper é usada pelo grupo de forças especiais "Omega". (Produzido sob licença como o Fort-301)[66]
- Estados Unidos da America: Departamento do Xerife do Condado de Ventura.[67]  Força de Paz de Rajneeshpuram.[68][69]
- Vietnã: Usa Galil AR e Galil Sniper.[70][71]